# 宮良川土地改良事業

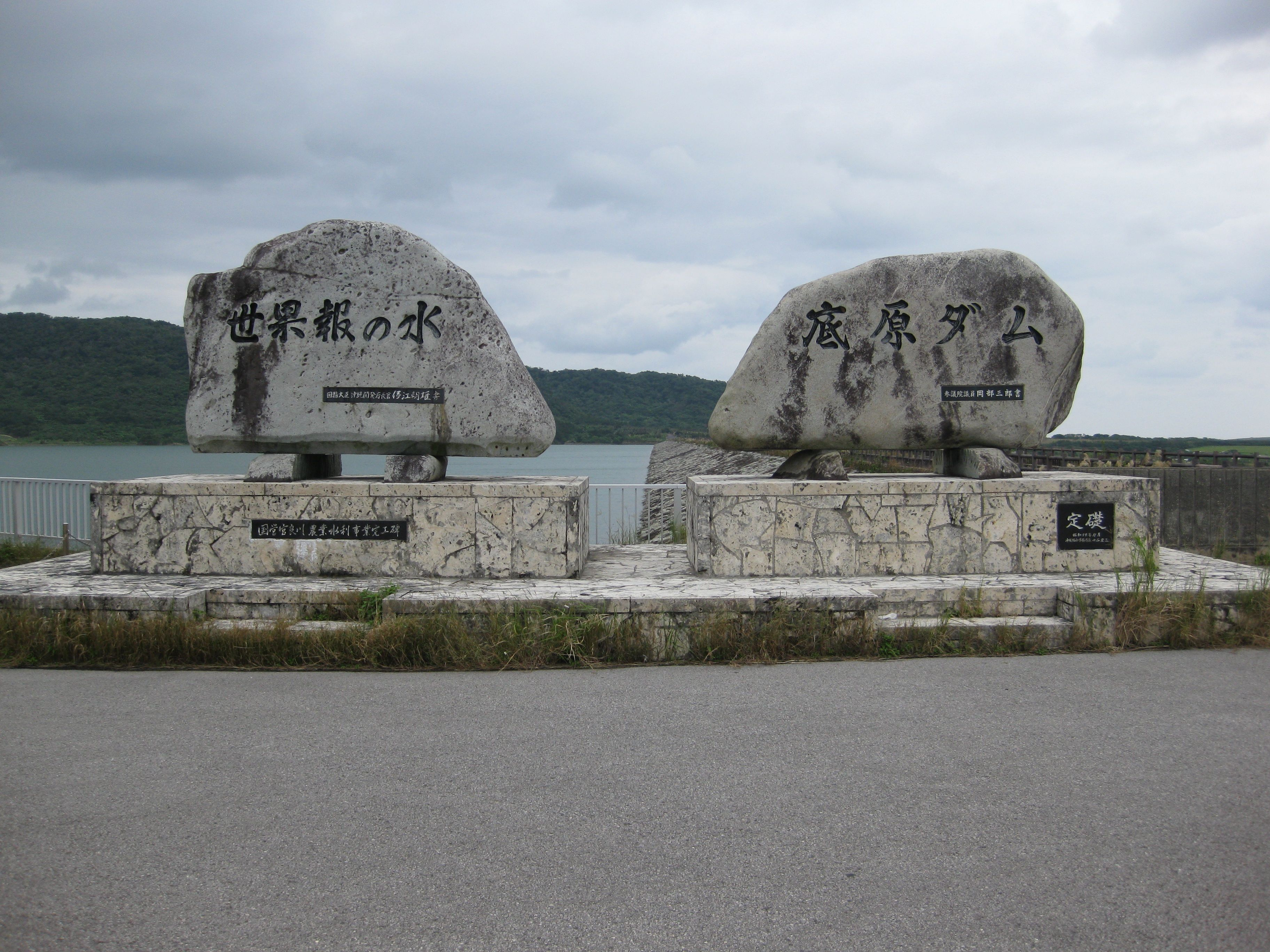
石碑「世果報の水」

宮良川土地改良事業（みやらがわとちかいりょうじぎょう）は、1975年（昭和50年）から沖縄県石垣市の石垣島中部と南部において実施されている灌漑施設建設および圃場整備による農業振興事業である。

## 事業開始までの経緯
石垣島は年間降水量が少なくないものの、その大半は梅雨や台風の大雨によるものであり、しばしば干魃が発生し農業生産が不安定となっていた。このような状況に鑑み、石垣島で最大の河川である宮良川の水を利用した灌漑が構想され、1970年に当時の琉球政府八重山支庁と農林局八重山農林土木事務所宮城常嘉技師が「石垣市宮良川流域土地改良計画概要書」をまとめている。
翌1971年は、3月から9月まで191日間にわたって干魃となり農業は大きな被害を受けた。このような中、前年にまとめられた計画書を基に「八重山地区干害救済請願書」がつくられ根本的な対策を求めることになった。同年7月26日から8月10日にかけて農林省農地局計画部技術課長を中心とする「石垣島農業開発調査団」が石垣島を訪れ、調査結果は同年10月に「宮良川流域かんがい計画の大要」としてまとめられた。
1972年（昭和47年）5月15日の沖縄本土復帰とともに沖縄開発庁沖縄総合事務局に石垣島農業開発調査事務所が設立され国営の灌漑排水事業として検討が始まった。一方、沖縄県においても1974年（昭和49年）4月1日に八重山農林土木事務所宮良川流域開発課が設置されている。1975年（昭和50年）9月8日に事業申請が行われ、同年10月1日に沖縄総合事務局宮良川農業水利事業所が発足、翌1976年5月3日、正式に事業計画が認められた。

## 事業内容
事業は灌漑事業と圃場整備事業からなる。灌漑事業は石垣島最大の河川である宮良川水系に設置される3基のダムに水を蓄え、これをポンプで配水池に揚水し、配水池から農地へ分配するものである。一方、圃場整備事業は区画整理、農道整備、排水路整備、防風林整備、および農地の集団化により農作業の機械化に対応できるようにするものである。
このうち、ダム、ポンプ場、堰、配水池など主要施設の建設は国営事業、個別の圃場整備や末端の灌漑施設設置などは県営事業あるいは団体事業として進められている。対象となる農地は石垣島中部から南部にかけての3,460ヘクタールに及ぶ。国営事業に要した費用は389億1千万円、県営・団体事業について1995年（平成7年）までに要した費用は232億円であった。

### 主要施設
真栄里ダム
宮良川本流に建設されたダム。灌漑用水供給に加えて洪水調節の役割も担っている。
底原ダム
宮良川水系底原川に建設された本事業最大規模のダム。石垣島東部の農地209ヘクタールは本ダムから直接給水する。
於茂登導水路
真栄里ダムから底原ダムへ水を送る長さ929メートル、直径2.30メートルの円形断面を呈するトンネル導水路であり、1秒あたり10立方メートルの送水能力を有する。真栄里ダムと比較して底原ダムの貯水量が大きいことから真栄里ダムの余剰水を底原ダムに送り効率的な運用を図る。
二又堰、二又ポンプ場、二又配水池
真栄里ダムと底原ダムから宮良川へ放流された水を取水し、石垣島中部の農地1371ヘクタールに供給する。
平喜名堰、平喜名ポンプ場、平喜名左岸配水池、宮良ポンプ場
宮良川から取水した水を石垣島南東部の農地604.5ヘクタールに供給する。
石垣ダム
宮良川水系磯辺川にあるダム。平喜名ポンプ場から揚水された水を蓄える役割を担う。磯辺川には1961年から1963年にかけて琉球政府により建設された石垣ダムがあり、本事業においてダム再開発が行われた。
石垣ポンプ場、平喜名右岸1号配水池、バンナーポンプ場、平喜名右岸2号配水池、平喜名右岸3号配水池
石垣ダムの水を石垣島南西部の農地1271.6ヘクタールに供給する。

## 事業経過および成果
1977年（昭和52年）2月7日、真栄里ダムの仮排水路の工事が始まり、同年10月21日に起工式が執り行われた。同ダムは1983年（昭和58年）に完成している。石垣ダム再開発は1979年11月30日着工、1981年10月6日竣工、平喜名堰は1979年8月15日着工、1981年6月12日竣工、底原ダムは1982年6月10日着工、1992年11月4日に竣工した。国営事業完成の記念として底原ダムの畔に「世果報の水」（ゆがふのみず）を刻んだ石碑が建立された。尚、国営事業として建設された施設は1993年（平成5年）4月1日から沖縄県に管理委託されている。
整備された農地はサトウキビ、パイナップル、野菜などの畑、水田、あるいは牧草地として利用されている。1993年（平成5年）の東日本冷害（1993年米騒動）においてイネの種子が不足する事態が発生し、このとき本事業で整備された水田が活用され種子が供給された。また、石垣島では同年夏から翌年にかけて渇水が発生したものの農業用水の不足は回避された。